# Litewskie bataliony Schutzmannschaft
Litewskie bataliony Schutzmannschaft (niem. Litauische Schutzmannschaftsbataillone, lit. Policiniai Batalionai) – pomocnicze oddziały policyjne złożone z Litwinów podczas II wojny światowej.

## Historia
Kiedy wojska niemieckie wkraczały latem 1941 na terytorium Litwy, miejscowa ludność witała je jak wyzwolicieli spod sowieckiego reżimu. Wielu Litwinów działało w oddziałach partyzanckich, atakujących uchodzącą Armię Czerwoną. Opanowana przez Niemców Litwa stała się Komisariatem Generalnym „Litwa” w składzie Komisariatu Rzeszy „Ostland” ze stolicą w Kownie, a następnie Rydze. 
Rozbrojone litewskie oddziały powstańcze zostały w dużej części przekształcone w 24 bataliony samoobrony (Selbschutz-Bataillonen – 23 strzeleckie i 1 konny). Przy każdym batalionie była niemiecka grupa łącznikowa w składzie oficera i 5-6 starszych podoficerów. Uzbrojenie było niemieckie lub zdobyczne sowieckie. 
W listopadzie 1941 r. bataliony samoobrony przekształcono w bataliony policji pomocniczej (Schutzmannschaftsbataillonen), zwane też batalionami Schuma. Początkowo miały one różne nazwy i strukturę organizacyjną, co zostało ujednolicone w maju 1943 r. Ogólna liczba batalionów do 1944 r. wzrosła do 22 (numery od 1 do 15 i od 251 do 257). Liczyły one ogółem ok. 8,4 tysiąca ludzi, zaś każdy miał ok. 500–600 policjantów. Ponadto w marcu 1944 r. Niemcy rozpoczęli formowanie kolejnych batalionów (od nr 263 do 265 i od nr 301 do nr 310), ale nie wszystkie zdołali utworzyć. Bataliony były uzbrojone w większości w zdobyczne uzbrojenie sowieckie. Litwini byli umundurowani w uniformy b. armii litewskiej, niemieckiej policji lub Wehrmachtu z naszywkami w narodowych barwach litewskich na ramieniu. Dowódcami batalionów byli w większości b. oficerowie armii litewskiej. Na czele wszystkich batalionów stał formalnie ppłk Antanas Špokevičius. W rzeczywistości przysługiwały mu jedynie funkcje inspekcyjne i zapewnianie łączności z niemieckim dowództwem sił bezpieczeństwa na okupowanym terytorium Litwy. 
Do zadań batalionów Schuma należała ochrona niemieckich obiektów wojskowych i linii komunikacyjnych, a także walka z partyzantką. Współpracowały ściśle z niemiecką Ordnungspolizei. Podczas operacji antypartyzanckich często wspierały SD Einsatzkommandos. Większość z nich działała poza granicami Litwy, w obwodzie leningradzkim (bataliony nr 5 i 13), na Białorusi (nr 3, 12, 15, 254 i 255), na Ukrainie (nr 4, 7, 8, 11, 16 i 254) i na ziemiach polskich (nr 2). Według części źródeł jeden batalion zwalczał partyzantów we Włoszech, a kolejne dwa w Jugosławii. W październiku 1942 r. 250 Litewski Batalion Schutzmannschaft został włączony w skład Grupy Armii „Północ”, po czym na jego bazie sformowano 650 i 651 Wschodnie kompanie ochronne. Część litewskich batalionów Schuma było zaangażowanych w mordowanie Żydów. 
Pod koniec 1943 i na początku 1944 część litewskich batalionów Schuma zostało rozformowanych, aby zasilić pozostałe. W lipcu 1944 na bazie 4 batalionów został sformowany w Kownie 1 Litewski Ochotniczy pułk policyjny. Wobec wkroczenia Armii Czerwonej na terytorium Litwy zamiast przeciwko partyzantom został on rzucony na front, podobnie jak niektóre bataliony Schuma. Część batalionów, które działały poza granicami Litwy (nr 2, 3, 9, 15, 254, 255 i 257), zostały w październiku 1944 r. zgrupowane w Gdańsku. Niemcy planowali z nich utworzyć 2 i 3 Litewskie Ochotnicze pułki piechoty, ale bez powodzenia. 
Pod koniec 1944 większość litewskich policjantów została rozbrojona, zaś bataliony rozformowane. Litwini zasilili różne naziemne jednostki Luftwaffe. Jedynie trzy bataliony (nr 5, 13 i 256) nie zostały rozformowane, gdyż były okrążone wraz z niemieckimi wojskami w tzw. Kotle Kurlandzkim, kapitulując na początku maja 1945.

## Litewskie Bataliony Schutzmannschaft
- 1 Litewski Batalion Schutzmannschaft (utworzony 28 czerwca 1941 r. w Wilnie jako Litauische Polizei Bataillon W/1) - d-cy kpt. Schröder,  Oberstleutnant Jonas Junkevičius, kpt. Juozas Truškauskas
- 2 Litewski Batalion Schutzmannschaft (utworzony 28 czerwca 1941 r. w Wilnie jako Litauische Polizei Btl. F/2) - d-cy kpt. Ohrt, Oberstleutnant Petras Vertelis, kpt. Aleksas Kazakevičius
- 3 Litewski Batalion Schutzmannschaft (utworzony 28 czerwca 1941 r. w Wilnie jako Litauische Polizei Btl. F/3) - d-cy kpt. Holzknecht, kpt. Pranas Ambraziunas, kpt. Aleksas Kazakevičius
- 4 Litewski Batalion Schutzmannschaft (utworzony 25 czerwca 1941 r. w Kownie jako Litauische Polizei Btl. W/4) - d-cy kpt. Vladas Klimavičius, mjr Leonardas Jurkšas
- 5 Litewski Batalion Schutzmannschaft (utworzony 28 czerwca 1941 r. w Kownie jako Litauische Polizei Btl. F/5) - d-cy kpt.(mjr) Juozas Krusčiunas, kpt. A. Ruzgys, kpt. Pranas Počebutas, mjr Pranas Ambraziūnas
- 6 Litewski Batalion Schutzmannschaft (utworzony 29 czerwca 1941 r. w Wilnie jako Litauische Polizei Btl. W/6) - d-cy kpt. Vincas Ruseckas
- 7 Litewski Batalion Schutzmannschaft (utworzony 25 czerwca 1941 r. w Kownie jako Litauische Polizei Btl. 7) - d-cy kpt. Viktoras Klimavičius, kpt. Jonas Semaška
- 8 Litewski Batalion Schutzmannschaft (utworzony w marcu 1942 r. w Kownie jako Litauische Polizei Btl. W/8)
- 9 Litewski Batalion Schutzmannschaft (utworzony w lipcu 1942 r. w Kownie jako Litauische Polizei Btl. E/9)
- 10 Litewski Batalion Schutzmannschaft (utworzony w lipcu 1942 r. w Poniewieżu jako Litauische Polizei Btl. F/10) - d-ca kpt. Ernestas Bliudnikas, Oberst Petras Genys, kpt. Jonas Matulis
- 11 Litewski Batalion Schutzmannschaft (utworzony 9 sierpnia 1941 r. w Kownie jako Litauische Polizei Btl. F/11) - d-ca kpt. Antanas Švilpa, kpt. Juozas Butenas
- 12 Litewski Batalion Schutzmannschaft (utworzony 9 sierpnia 1941 r. w Kownie jako Litauische Polizei Btl. F/12) - d-ca mjr Antanas Impulevičius
- 13 Litewski Batalion Schutzmannschaft (utworzony 3 lipca 1941 r. jako Litauische Polizei Btl. F/13) - d-ca Oberst Andrius Butkūnas, mjr Kazys Šimkus, kpt. Norbertas Gasenas, kpt. Juozas Truškauskas, mjr Ernestas Bliudnikas, kpt. Jonas Semaška
- 14 Litewski Batalion Schutzmannschaft (utworzony w marcu 1942 r. w Szawlach jako Litauische Polizei Btl. W/14) - d-ca Oberstleutnant Petras Vertelis
- 15 Litewski Batalion Schutzmannschaft (utworzony 4 maja 1942 r. w Wilnie jako Litauische Polizei Btl. F/15)
- 241 Litewski Batalion Schutzmannschaft (utworzony 11 marca 1943 r. jako Litauische Sondereinheit 241) - d-ca kpt. Antanas Švilpa
- 242 Litewski Batalion Schutzmannschaft (utworzony 19 marca 1943 r. jako Litauische Sondereinheit 242) - d-ca mjr Juozas Šarunas
- 243 Litewski Batalion Schutzmannschaft (utworzony 21 marca 1943 r. w Trokach jako Litauische Sondereinheit 243) - d-ca mjr Zenonas Drongis
- 250 Litewski Batalion Schutzmannschaft (utworzony w 1942 r. w Kownie jako Ost. Wach Kp. (lit.) 650)
- 251 Litewski Batalion Schutzmannschaft (utworzony w lutym 1942 r. w Kownie) - d-ca kpt. Petras Nazaras
- 252 Litewski Batalion Schutzmannschaft (utworzony w lipcu 1942 r. w Kownie) - d-ca mjr Bronius Bajerčius
- 253 Litewski Batalion Schutzmannschaft (utworzony 21 maja 1943 r. w Kownie) - d-ca kpt. Vladas Židžiūnas, kpt. Povilas Bareišis, kpt. Afanasijus Kazanas
- 254 Litewski Batalion Schutzmannschaft (utworzony w sierpniu 1942 r. w Kownie) - d-ca kpt.  Povilas Bareišis
- 255 Litewski Batalion Schutzmannschaft (utworzony w marcu 1942 r. w Rydze) - d-ca kpt. Afanasijus Kazanas, mjr Bronius Bajerčius
- 256 Litewski Batalion Schutzmannschaft (utworzony 15 marca 1943 r. w Kownie) - d-ca kpt. Pranas Ambraziunas
- 257 Litewski Batalion Schutzmannschaft (utworzony w marcu 1943 r. w Rydze) - d-ca kpt. Vincas Miliauskas
- 301 Litewski Batalion Schutzmannschaft (utworzony 29 lutego 1943 r. w Oszmianie jako Litauische Sondereinheit 301) - d-ca mjr Kostas Keželis
- 302 Litewski Batalion Schutzmannschaft (utworzony 20 marca 1943 r. w Holszanach jako Litauische Sondereinheit 302) - d-ca mjr Petras Urbonas
- 303 Litewski Batalion Schutzmannschaft (utworzony 20 marca 1943 r. w Trokach jako Litauische Sondereinheit 303) - d-ca Oberstleutnant Jonas Šepetys
- 304 Litewski Batalion Schutzmannschaft (utworzony 28 lutego 1943 r. jako Litauische Sondereinheit 304) - d-ca mjr Kostas Liaudanskis
- 305 Litewski Batalion Schutzmannschaft (utworzony 15 marca 1944 r. w Ejszyszkach jako Litauische Sondereinheit 305) - d-ca kpt. Benediktas Kaletka
- 306 Litewski Batalion Schutzmannschaft (utworzony 23 lutego 1943 r. w Wilnie jako Litauische Sondereinheit 306) - d-ca Oberstleutnant Pranas Grebliauskas
- 307 Litewski Batalion Schutzmannschaft (utworzony 22 marca 1943 r. w Rakiszkach jako Litauische Sondereinheit 307) - d-ca kpt. Juozas Memenas
- 308 Litewski Batalion Schutzmannschaft (utworzony 27 marca 1943 r. w Holszanach jako Litauische Sondereinheit 308) - d-ca mjr Antanas Andriunas
- 309 Litewski Batalion Schutzmannschaft (utworzony 7 marca 1943 r. jako Litauische Sondereinheit 309) - d-ca mjr Vacius Miecevičius
- 310 Litewski Batalion Schutzmannschaft (utworzony 15 marca 1943 r. jako Litauische Sondereinheit 310) - d-ca kpt. Vladas Černius, kpt. Antanas Gantautas-Gasperavičius
- 321 Litewski Batalion Schutzmannschaft (utworzony 18 marca 1943 r. w Mariamoplu jako szkoleniowy bn-VR Makomasis Batalionas) - d-ca kpt. Vladas Černius